# Svensk ortförteckning
Svensk ortförteckning var en periodisk publikation som började utges 1935 av Generalpoststyrelsen, Telegrafstyrelsen och Järnvägsstyrelsen.
Svensk ortförteckning var avsedd att användas av trafikverken och deras kunder som ledning vid adressering av post- och järnvägsförsändelser samt av telegram och telefonsamtal. Svensk ortförteckning ersatte den 1909 utgivna Förteckning å städer, köpingar, byar, gårdar m. fl. orter i Sverige: jämte uppgift på dessa orters post- och telegrafadresser samt afstånd från telegrafanstalt och utkom i elva upplagor; den sista från 1980 innehöll uppgifter om 130 000 orter och omfattade 754 sidor.